# کوژکی-اولشنه
کوژکی-اولشنه (به لهستانی:  Koziki-Olszyny) یک روستا در لهستان است که در گمینا کولنو (استان پودلاسکی) واقع شده‌است.
 کوژکی-اولشنه  ۱۲۴ نفر جمعیت دارد.